# Lioux-les-Monges
Lioux-les-Monges là một xã thuộc tỉnh Creuse trong vùng Nouvelle-Aquitaine miền trung nước Pháp. Xã này nằm ở khu vực có độ cao trung bình 645 mét trên mực nước biển.

## Địa lý
Thị trấn có cự ly 14 dặm (23 km) về phía đông của Aubusson.

## Dân số
| 1962                                                        | 1968 | 1975 | 1982 | 1990 | 1999 | 2005 |
| ----------------------------------------------------------- | ---- | ---- | ---- | ---- | ---- | ---- |
| 93                                                          | 98   | 73   | 48   | 40   | 42   | 44   |
| Số liệu điều tra dân số từ năm 1962 Dân số chỉ tính một lần |      |      |      |      |      |      |

## Địa điểm nổi bật
- Nhà thờ thế kỷ 12.